# Phaeapate albula
Phaeapate albula är en skalbaggsart som beskrevs av Francis Polkinghorne Pascoe 1865. Phaeapate albula ingår i släktet Phaeapate och familjen långhorningar. Inga underarter finns listade i Catalogue of Life.